# Raw Air 2022
Raw Air 2022 – piąta edycja turnieju Raw Air, która odbyła się w dniach 2–6 marca 2022 na skoczniach w Norwegii w ramach Pucharu Świata w skokach narciarskich. Tytułu bronił Kamil Stoch, który triumfował w 2020 roku.
Do klasyfikacji generalnej turnieju były zaliczane wyniki wszystkich serii konkursów indywidualnych i prologów (serii kwalifikacyjnych do zawodów indywidualnych). Łącznie zaplanowano 3 prologi oraz 3 konkursy indywidualne – impreza składała się łącznie z 9 serii. Zasady przeprowadzania konkursów w ramach Raw Air były takie same, jak podczas innych zawodów Pucharu Świata.
Drugi raz w karierze zwycięzcą został Stefan Kraft, drugie miejsce zajął Karl Geiger. Podium uzupełnił Ryōyū Kobayashi.

## Skocznie
W tabeli podano rekordy skoczni obowiązujące przed rozpoczęciem Raw Air 2022 lub ustanowione w trakcie jego trwania (wyróżnione wytłuszczeniem).
| Zdjęcie | Nazwa skoczni    | Miejscowość | K     | HS     | Rekord skoczni | Rekord skoczni   | Rekord skoczni |
| Zdjęcie | Nazwa skoczni    | Miejscowość | K     | HS     | Odległość      | Rekordzista      | Data           |
| ------- | ---------------- | ----------- | ----- | ------ | -------------- | ---------------- | -------------- |
|         | Lysgårdsbakken   | Lillehammer | K-123 | HS 140 | 146,0 m        | Simon Ammann     | 05.12.2009     |
|         | Holmenkollbakken | Oslo        | K-120 | HS 134 | 144,0 m        | Robert Johansson | 09.03.2019     |

## Zasady
Każdy z konkursów indywidualnych w ramach Raw Air został poprzedzony prologiem, rozgrywanym na zasadach analogicznych do serii kwalifikacyjnych w ramach Pucharu Świata (lub Pucharu Świata w lotach w przypadku skoczni w Vikersund). Noty uzyskane w prologach wliczano do klasyfikacji łącznej Raw Air.
Zawody indywidualne zostały przeprowadzane na takich samych zasadach, jak pozostałe konkursy w ramach Pucharu Świata. Podobnie jak w przypadku prologów, punkty zdobyte w poszczególnych seriach konkursowych były zaliczane na poczet dorobku poszczególnych zawodników w klasyfikacji końcowej Raw Air. Ponadto – w przeciwieństwie do serii kwalifikacyjnych – za każdy z konkursów przyznawano punkty do klasyfikacji generalnej Pucharu Świata (zawody indywidualne), Pucharu Świata w lotach i Pucharu Narodów (zawody indywidualne). Od tej edycji Raw Air zawody drużynowe nie były wliczane do klasyfikacji końcowej.
| Miejscowość | Współczynnik belki | Współczynnik wiatru przedniego | Współczynnik wiatru tylnego |
| ----------- | ------------------ | ------------------------------ | --------------------------- |
| Lillehammer | ±7,56 pkt / m      | –9,90 pkt / m/s                | +11,99 pkt / m/s            |
| Oslo        | ±7,13 pkt / m      | –9,90 pkt / m/s                | +11,99 pkt / m/s            |

## Podsumowanie
| Lp.                                 | Data                                | Miejscowość                         | HS                                  | Uwagi                               | 1. miejsce           | 2. miejsce          | 3. miejsce       | Lider po konkursie (prologu) |
| ----------------------------------- | ----------------------------------- | ----------------------------------- | ----------------------------------- | ----------------------------------- | -------------------- | ------------------- | ---------------- | ---------------------------- |
| 1.                                  | 2 marca 2022                        | Lillehammer                         | HS140                               | prolog                              | Johann André Forfang | Stefan Kraft        | Manuel Fettner   | Johann André Forfang         |
| 2.                                  | 3 marca 2022                        | Lillehammer                         | HS140                               | -                                   | Stefan Kraft         | Ryōyū Kobayashi     | Karl Geiger      | Stefan Kraft                 |
| 3.                                  | 5 marca 2022                        | Oslo                                | HS134                               | prolog                              | Kamil Stoch          | Marius Lindvik      | Stefan Kraft     | Stefan Kraft                 |
| 4.                                  | 5 marca 2022                        | Oslo                                | HS134                               | nocny                               | Marius Lindvik       | Markus Eisenbichler | Robert Johansson | Stefan Kraft                 |
| 5.                                  | 6 marca 2022                        | Oslo                                | HS134                               | prolog                              | Karl Geiger          | Stefan Kraft        | Clemens Aigner   | Stefan Kraft                 |
| 6.                                  | 6 marca 2022                        | Oslo                                | HS134                               | nocny                               | Daniel-André Tande   | Anže Lanišek        | Stefan Kraft     | Stefan Kraft                 |
| Raw Air 2022 – klasyfikacja końcowa | Raw Air 2022 – klasyfikacja końcowa | Raw Air 2022 – klasyfikacja końcowa | Raw Air 2022 – klasyfikacja końcowa | Raw Air 2022 – klasyfikacja końcowa | Stefan Kraft         | Karl Geiger         | Ryōyū Kobayashi  | -                            |

## Klasyfikacja końcowa Raw Air
| Miejsce | Zawodnik              | Występy | Punkty |
| ------- | --------------------- | ------- | ------ |
| 1.      | Stefan Kraft          | 6       | 1203,3 |
| 2.      | Karl Geiger           | 6       | 1172,6 |
| 3.      | Ryōyū Kobayashi       | 6       | 1162,9 |
| 4.      | Cene Prevc            | 6       | 1154,7 |
| 5.      | Markus Eisenbichler   | 6       | 1149,2 |
| 6.      | Halvor Egner Granerud | 6       | 1132,9 |
| 7.      | Robert Johansson      | 6       | 1132,1 |
| 8.      | Manuel Fettner        | 6       | 1128,6 |
| 9.      | Daniel-André Tande    | 6       | 1126,5 |
| 10.     | Daniel Huber          | 6       | 1122,4 |
| 11.     | Anže Lanišek          | 6       | 1120,3 |
| 12.     | Kamil Stoch           | 6       | 1114,6 |
| 13.     | Jan Hörl              | 6       | 1112,5 |
| 14.     | Marius Lindvik        | 6       | 1111,3 |
| 15.     | Timi Zajc             | 6       | 1106,2 |
| 16.     | Piotr Żyła            | 6       | 1100,7 |
| 17.     | Paweł Wąsek           | 6       | 1080,5 |
| 18.     | Constantin Schmid     | 6       | 1080,2 |
| 19.     | Žiga Jelar            | 6       | 1048,8 |
| 20.     | Yukiya Satō           | 6       | 1020,6 |
| ...     |                       |         |        |